# Embalse de Xingó
El embalse de Xingó es un importante embalse de Brasil localizado en la frontera de los estados Alagoas y Sergipe, formado por la presa de Xingó, una presa de gravedad de relleno de rocas y cara de hormigón, erigida en el río São Francisco en Sergipe, cerca de Piranhas. La presa se construyó para la mejora de la navegación, el suministro de agua y la generación de energía hidroeléctrica, ya que alimenta una central eléctrica de 3162 MW. Fue construida entre 1987 y 1994 y el último de sus generadores fue encargado en 1997. En portugués, la central hidroeléctrica se llama Usina Hidrelétrica de Xingó.

## Construcción
Los estudios para la presa de Xingó se realizaron en la década de 1950 y los contratos de construcción no se adjudicaron hasta 1982. La construcción de la presa comenzó en marzo de 1987, pero se detuvo en septiembre de 1988 debido a que la crisis de la deuda paralizó los fondos. La construcción comenzó nuevamente en 1990 y en 1994, la presa estaba completa. El 10 de junio de 1994, la presa comenzó a embalsar el río y a llenarse. El 15 de noviembre de ese año, el embalse alcanzó su nivel máximo de 130 m. El primer generador de la central eléctrica se puso en servicio en diciembre de 1994, los dos siguientes en 1995, dos más en 1996 y el generador final en agosto de 1997.

## Presa
La presa de Xingó se levantó en el cauce del río São Francisco, principal río de la región nordestina, y cuenta con un área de drenaje de 609 386 km², de un total la cuenca hidrográfica del orden de 630 000 km², con una extensión de 3200 km² desde su nacimiento en la Serra da Canastra, en Minas Gerais.
La situación de la presa, con relación al  São Francisco, es de unos 65 km aguas abajo del Complejo de Paulo Afonso, constituyéndose su embalse, frente a las condiciones naturales de localización, en un cañón, una fuente de turismo en la región para la navegación en el tramo entre Paulo Afonso y Xingó, además de prestarse al desarrollo de proyectos de irrigación y al abastecimiento de agua para la ciudad de Canindé (SE). Parte del embalse y de los cañones aguas arriba hasta el Complejo Hidroeléctrico Paulo Afonso está protegido como Monumento Natural Río São Francisco de 26 736 ha.
La presa de Xingó es una presa de hormigón de 830 m de largo y 140 m de altura. Tiene cinco zonas de 12 900 000 m³ de relleno, en su mayoría de granito. También se usan cuatro presas (diques) para soportar el embalse. Directamente al noreste de la presa se encuentra su aliviadero con 12 compuertas y una capacidad máxima de  33 000 m3/s. La presa es compatible con un embalse con una capacidad de 3,8 km³, un área de  60 km² y un área de captación de 630 000 km².

## Planta de energía
La central eléctrica de la presa de Xingó está directamente al suroeste de la presa y tiene 240,75 m de largo, 59 m de alto y 27 m de ancho. Fue diseñada por Promon y tiene 6 turbinas Francis de 527 MW  fabricadas por Siemens AG. La planta también está diseñada para alojar otros cuatro generadores idénticos que, de instalarse, elevarían su capacidad instalada a 5270 MW.
La energía generada es transmitida por una subestación elevadora con 18 transformadores monofásicos de 185 MVA cada uno que elevan la tensión de 18 kV a 500 kV.